# Nokoreach
"Nokoreach" is sinds 1993 opnieuw het officiële volkslied van Cambodja. Het lied is gebaseerd op een Cambodjaans volksmelodietje en werd geschreven door Chuon Nat. In 1941 echter werd Nokoreach al eens aangenomen als volkslied, alvorens de Rode Khmer het in 1976 verving.

## Liedtekst
| Transliteratie uit het Cambodjaans | Vertaling in het Engels |
| Som pouk tepda rak sa moha khsath yeung Oy ben roung roeung doy chey monkol srey soursdey Yeung Khnom preah ang som chrok Krom molup preah Baromey Ney preah Noropdey vong Khsattra del sang preah sat thmr Kroup Kraung dèn Khmer borann thkoeung thkann. Prasath séla kombang kan dal prey Kuor oy srmay noeuk dl yuos sak Moha Nokor Cheat Khmer dauch Thmar kong vong ny lar rung peung chom hor. Yeung sang Khim por pheap preng samnang robuos Kampuchea. Moha rth koeut mien you ang veanh hey. Kroup vath aram lu tè so sap thoeur Sot doy am no rom lik koun poth sasna Chol yeung chea neak thioeur thiak smos smak tam bep donnta Kong tè thévoda nùng chuoy chrom chrèng phkot phkang pra yoch oy Dol prateah Khmer chea Moha Nokor | Heaven protect our King And give him happiness and glory To reign over our souls and our destinies, The one being, heir of the builder Sovereigns, Guiding the proud old Kingdom. Temples are asleep in the forest, Remembering the splendour of Moha Nokor. Like a rock the Khmer race is eternal. Let us trust in the fate of Kampuchea, The empire which challenges the ages. Songs rise up from the pagodas To the glory of the holy Buddhist faith. Let us be faithful to our ancestors' belief. Thus heaven will lavish its bounty Towards the ancient Khmer country, the Moha Nokor. |
| Vertaling in het Nederlands | |
| De hemel beschermt onze koning En geef hem geluk en glorie Om over onze zielen en ons lot te regeren, Die is, erfgenaam van de oppermachtige bouwer, Het leiden van het trotse oude Koninkrijk. De tempels zijn al slapend in het bos, Het herinneren van de pracht van Moha Nokor. Als een rots is het Khmerras eeuwig. Vertrouw op het lot van Cambodja, Het rijk dat de eeuwen uitdaagt. Liederen stijgen omhoog uit pagodes. Aan de glorie van het heilige Boeddhistische geloof. Laat ons trouw zijn aan het geloof van onze voorvaderen. Zo zal de hemel zijn vrijgevigheid uitstorten Naar het oude Khmerland, Moha Nokor. | |